# Победнице светских првенстава у атлетици на отвореном — седмобој
Дисциплина седмобој у женској конкуренцији је у програму светских првенстава од првог шампионата одржаног у 1983. у Хелсинкију, и од тада је редовно у програму. Највише успеха појединачно имале су Швеђанка Каролина Клифт и Британка Џесика Енис са по три златне медаље. У екипној конкуренцији доминирају седмобојке из Велике Британије са осам освојених медаља.
Освајачице медаља на светским првенствима и њихови резултати приказани су у следећој табели. Резултати показују укупан збир освојених бодова након седам атлетских дисциплина (100 метара препоне, скок у вис, бацање кугле, 200 метара, скок у даљ, бацање копља, 800 метара) одржаних у два дана такимичења седмобоја.
| Светско првенство       |                                          |           |                                 |       |                                |       |
| Хелсинки 1983. детаљи   | Рамона Нојберт Источна Немачка           | 6.714 РСП | Сабине Пец Источна Немачка      | 6.662 | Анке Фатер Источна Немачка     | 6.532 |
| Рим 1987. детаљи        | Џеки Џојнер-Керси Сједињене Државе       | 7.128 РСП | Лариса Никитина Совјетски Савез | 6.564 | Џејн Фредерик Сједињене Државе | 6.502 |
| Токио 1991. детаљи      | Сабине Браун Немачка                     | 6.672     | Лилијана Настасе Румунија       | 6.493 | Ирина Белова Совјетски Савез   | 6.448 |
| Штутгарт 1993. детаљи   | Џеки Џојнер-Керси Сједињене Државе       | 6.837     | Сабине Браун Немачка            | 6.797 | Светлана Бурага Белорусија     | 6.635 |
| Гетеборг 1995. детаљи   | Гада Шоуа Сирија                         | 6.651     | Светлана Москалетс Русија       | 6.575 | Рита Инанчи Мађарска           | 6.522 |
| Атина 1997. детаљи      | Сабине Браун Немачка                     | 6.739     | Дениз Луис Велика Британија     | 6.654 | Ремигија Назаровиене Литванија | 6.566 |
| Севиља 1999. детаљи     | Јунис Барбер Француска                   | 6.861     | Дениз Луис Велика Британија     | 6.724 | Гада Шоуа Сирија               | 6.500 |
| Едмонтон 2001. детаљи   | Јелена Прохорова Русија                  | 6.694     | Наталија Сазановић Белорусија   | 6.539 | Шила Барел Сједињене Државе    | 6.472 |
| Париз 2003. детаљи      | Каролина Клифт Шведска                   | 7.001     | Јунис Барбер Француска          | 6.755 | Наталија Сазановић Белорусија  | 6.524 |
| Хелсинки 2005. детаљи   | Каролина Клифт Шведска                   | 6,887     | Јунис Барбер Француска          | 6.824 | Маргарет Симпсон Гана          | 6.375 |
| Осака 2007. детаљи      | Каролина Клифт Шведска                   | 7.032 ЕР  | Људмила Бјонска Украјина        | 6.832 | Кели Садертон Велика Британија | 6.510 |
| Берлин 2009. детаљи     | Џесика Енис Велика Британија             | 6.731     | Џенифер Есер Немачка            | 6.493 | Камила Чуџик Пољска            | 6.471 |
| Тегу 2011. детаљи       | Џесика Енис Велика Британија             | 6.731     | Џенифер Есер Немачка            | 6.572 | Каролина Тиминска Пољска       | 6.544 |
| Москва 2013. детаљи     | Хана Мелниченко Украјина                 | 6.586     | Бриан Тисен-Итон Канада         | 6.530 | Дафне Шиперс Холандија         | 6.477 |
| Пекинг 2015. детаљи     | Џесика Енис-Хил Велика Британија         | 6.669     | Бриан Тисен-Итон Канада         | 6.554 | Лора Икаунис-Адмидина Летонија | 6.516 |
| Лондон 2017. детаљи     | Нафисату Тијам Белгија                   | 6.784     | Каролин Шефер Немачка           | 6.696 | Анук Фетер Холандија           | 6.636 |
| Доха 2019. детаљи       | Катарина Џонсон-Томпсон Велика Британија | 6.981     | Нафисату Тијам Белгија          | 6.677 | Верена Прајнер Аустрија        | 6.560 |
| Јуџин 2022. детаљи      | Нафисату Тијам Белгија                   | 6.947     | Анук Фетер Холандија            | 6.867 | Ана Хол Сједињене Државе       | 6.755 |
| Будимпешта 2023. детаљи | Катарина Џонсон-Томпсон Велика Британија | 6.740     | Ана Хол Сједињене Државе        | 6.720 | Анук Фетер Холандија           | 6.501 |
| Токио 2025.             |                                          |           |                                 |       |                                |       |

## Биланс медаља у седмобоју
Стање после СП 2023.
|     | Земља            |    |    |    |    |  |
| --- | ---------------- | -- | -- | -- | -- |  |
| 1.  | Велика Британија | 5  | 2  | 1  | 8  |  |
| 2.  | Шведска          | 3  | -  | -  | 3  |  |
| 3.  | Немачка          | 2  | 4  | -  | 6  |  |
| 4.  | Сједињене Државе | 2  | 1  | 3  | 6  |  |
| 5.  | Белгија          | 2  | 1  | -  | 3  |  |
| 6.  | Француска        | 1  | 2  | -  | 3  |  |
| 7.  | Источна Немачка  | 1  | 1  | 1  | 3  |  |
| 8.  | Русија           | 1  | 1  | -  | 2  |  |
| 8.  | Украјина         | 1  | 1  | -  | 2  |  |
| 10. | Сирија           | 1  | -  | 1  | 2  |  |
| 11. | Канада           | -  | 2  | -  | 2  |  |
| 12. | Холандија        | -  | 1  | 3  | 4  |  |
| 13. | Белорусија       | -  | 1  | 2  | 3  |  |
| 14. | Совјетски Савез  | -  | 1  | 1  | 2  |  |
| 15. | Румунија         | -  | 1  | -  | 1  |  |
| 16. | Пољска           | -  | -  | 2  | 2  |  |
| 17. | Мађарска         | -  | -  | 1  | 1  |  |
| 17. | Литванија        | -  | -  | 1  | 1  |  |
| 17. | Гана             | -  | -  | 1  | 1  |  |
| 17. | Летонија         | -  | -  | 1  | 1  |  |
| 17. | Аустрија         | -  | -  | 1  | 1  |  |
|     | Укупно 21 земља  | 19 | 19 | 19 | 57 |  |